# Proasellus italicus
Proasellus italicus és una espècie de crustaci isòpode pertanyent a la família dels asèl·lids.

## Subespècies
- Proasellus italicus cephallenus (Strouhal, 1942)
- Proasellus italicus corcyraeus (Strouhal, 1942)
- Proasellus italicus epiroticus (Strouhal, 1942)
- Proasellus italicus leucadius (Strouhal, 1942)
- Proasellus italicus perarmatus (Remy, 1936)[3][5][6]

## Distribució geogràfica
Es troba a Europa: Itàlia.